# スペードのクイーン
スペードのクイーン（英語: Queen of spades、Q♠）は、標準的なトランプのデッキに含まれている52枚のカードの一つで、絵札の一つである。ババ抜きや、ハーツ系のゲームでは、山札の中に含まれている好ましくないカードの一つとして機能する。

## 象徴・モデル
トランプでのクイーンは、女王を象徴するものである。また、スペードは、元々はフランス版のトランプのスーツで剣を指していたものが変形したもので、イタリア語で「剣」を意味する「spada」が語源とされる。高貴さと軍事を象徴し、貴族を表す。また、スペードは死を象徴するという考えもあり、スペードのジャックは正面を向いているのに対して、スペードのキングと共にスペードのクイーンがスペードに対して斜めに向き合っているのは、スペードのクイーンが「老い」を意識しているからだという意見もある。
スペードのクイーンのモデルは、オリンポス12神の1柱で、ギリシャ神話の戦いの女神である「アテナ」（英語: Athena、Pallas）とされる。
星座占いにおいて、スペードの女王は知的な星座として水瓶座で表現される。スペードの女王は実用性・論理性・知的な判断力を象徴するものと考えられており、創造的で計画的な女性を象徴している。

## 役割
ハーツ系のいくつかの代表的なトランプゲームにおいて、スペードのクイーンは最も厄介なカードとされている。なぜならば、プレイの結果としてスペードのクイーンを獲得してしまったプレイヤーには、それだけで13ポイントが加えられるからである（これらのゲームではポイントが多いプレイヤーが敗者となる）。例外として、スペードのクイーンに加えてハートのカード13枚全てを獲得した場合には、シュート・ザ・ムーンと呼ばれる特別な状態になり、そのプレイヤーは0ポイントで済み、逆に対戦相手全員に26ポイントを加えることができる。このように、このカードが勝負の行方を左右する性質を持つことから、ハーツの一種であるブラックマリアやブラックレディは、スペードのクイーンの愛称から命名された。
海外でのババ抜きは、システム上はどのカードをババとすることもできるが、スペードのクイーンは伝統的に相対するトランプがないカードとして使われ、「ババ」のカードとなりやすい。
セブンカード・スタッド（英語: Seven-card stud）の一種「The Bitch」では、スペードのクイーンが表向きに配られた場合には、一度ディールすることを放棄して全てのカードをシャッフルした上で、スペードのクイーンが配布された時にまだフォールドしていなかったプレイヤーだけで新しいディールを開始することになっている。
ピノクルでは、スペードのクイーンとダイヤのジャックが組み合わさって「ピノクル」と呼ばれる独特の2枚のカードでのメルドが形成される。